# Штайнер, Вальтер
Ва́льтер Шта́йнер (нем. Walter Steiner, род. 15 февраля 1951, Вильдхаус) — швейцарский прыгун на лыжах с трамплина, двукратный чемпион мира по полётам на лыжах, серебряный призёр Олимпийских игр 1972 года.

## Спортивная карьера
- Зимние Олимпийские игры 1972 — серебро
- Чемпионат мира по полётам на лыжах 1972 — золото
- Чемпионат мира по полётам на лыжах 1973 — серебро
- Чемпионат мира по полётам на лыжах 1977 — золото

Кавалер норвежской медали Holmenkollen (1977 год, вместе с Хеленой Такало и Хильккой Кунтолой).
Штайнер — первый спортсмен, которому удалось завоевать две золотые медали на чемпионатах мира по полётам на лыжах в индивидуальном первенстве (следующим был Свен Ханнавальд).
На Олимпийских играх 1972 года проиграл всего 0,1 балла поляку Войцеху Фортуне в борьбе за золото на большом трамплине.

## Фильмы
«Великий экстаз резчика по дереву Штайнера» — документальный фильм о Штайнере режиссёра Вернера Херцога, снятый в 1974 году.
Также появляется в эпизоде в другом художественном фильме Херцога — «Каждый за себя, а Бог против всех».